# قطامي (اسم)
قطامي هو اسم علم مذكر من أصل عربي، ومعناه هو الصقر الحديد البصر الرافع رأسه للصيد الرجل المصر على رأيه، وقطام اسم مؤنث.

## وصلات خارجية
- موسوعة السلطان قابوس لأسماء العرب نسخة محفوظة 5 أبريل 2019 على موقع واي باك مشين.